# Малая Вашкаранда
Малая Вашкаранда — деревня в Холмогорском районе Архангельской области.

## География
Находится в центральной части Архангельской области на расстоянии приблизительно 7 км на северо-восток по прямой от административного центра района села Холмогоры на юго-востоке острова Ухтостров в нижнем течении реки Северная Двина.

## История
Хотя Ухтостров заселен еще c XII века, деревня отмечалась только в 1939 году в составе Ухтостровского сельсовета. До 2022 года входила в Ухтостровское сельское поселение до его упразднения.

## Население
Численность населения: 9 человек (русские 100 %) в 2002 году, 13 в 2010.